# Фримен, Эл (младший)
А́льберт Корне́лиус «Эл» Фри́мен—младший (англ. Albert Cornelius «Al» Freeman, Jr.; 21 марта 1934, Сан-Антонио, Техас, США — 9 августа 2012, Вашингтон, США) — американский актёр, режиссёр и сценарист. Лауреат Дневной премии «Эмми» (1979) в номинации «Выдающийся актёр в дневном драматическом сериале» за роль капитана Эда Холла из телесериала «Одна жизнь, чтобы жить» и «NAACP Image Award» (1995) в номинации «Лучший актёр второго плана в кинофильме» за роль Элайджи Мухаммада из фильма «Малкольм Икс» (1992). За свою 48-летнюю кинокарьеру, длившуюся в 1956—2004 года, снялся в 45-ти фильмах и телесериалах, снял два фильма и сериала, написал один сценарий. С 1960 года и до своей смерти был женат на Севаре Е. Клемон.